# ウィキトリビューン
ウィキトリビューン（英語: WikiTribune）は2017年4月25日に登場したニュースサイトで、プロのジャーナリストによる研究や最新の報告をもとに構成される。また、ウィキペディア同様ボランティアの人間が校正や事実確認をし、出典を追加する機能を持つことで偽ニュースサイトに対抗することを目的とする。
ウィキペディアの共同創設者の一人であるジミー・ウェールズは2017年4月インターネット上で同サイトの設立をアナウンスした。
ウィキトリビューンはウィキペディアと異なりウィキメディア財団に属せず、営利で活動が行われる。サイトは無広告で、運営はメンバーの会費によって支えられている。起業当時は自社サイト上のクラウドファンディングで資金を調達した。ウェールズは2018年4月16日にスペイン語版のサイトを立ち上げる案を明らかにした。